# Daniela Götz
Daniela Götz (* 23. Dezember 1987 in Nürnberg) ist eine ehemalige deutsche Schwimmerin. Ihre Spezialdisziplin war das Freistilschwimmen, insbesondere über 50 m und 100 m.
Sie begann ihre Karriere beim TSV Katzwang 05. Ihre ersten Erfolge erlangte sie als Juniorin bei regionalen Meisterschaften in Süddeutschland. In den Jahren 2002 und 2003 gewann sie sowohl bei den Deutschen Meisterschaften als auch bei der Junioren-Europameisterschaft in ihrem Jahrgang Titel über 50 m und 100 m Freistil.
Im Jahr 2003 wurde ihr der Bayerische Sportpreis in der Kategorie „Herausragende(r) Nachwuchssportler(in)“ verliehen und im gleichen Jahr startete die 6-fache Junioren-Europameisterin in Barcelona erstmals bei Weltmeisterschaften und erreichte über 50 m Freistil das Halbfinale. Als 16-Jährige qualifizierte sie sich für die Olympischen Spiele 2004 in Athen. Dort gewann sie mit der Staffel über 4 × 100 m Lagen die Bronzemedaille und erhielt dafür am 16. März 2005 das Silberne Lorbeerblatt.
Nach dem erfolgreichen Auftritt in Athen wechselte sie zur SSG 81 Erlangen. Dieser Wechsel und die Trennung von ihrem Trainer Christian Brandner sorgte für einigen Wirbel. Bei den Deutschen Meisterschaften 2005 in Berlin siegte sie im Finale über 100 m Freistil und qualifizierte sich mit der Zeit von 54,94 Sekunden für die Schwimmweltmeisterschaften 2005. In Montréal gewann sie mit der Staffel über 4 × 100 m Freistil die Silbermedaille und über 4 × 100 m Lagen die Bronzemedaille. Bei den Europameisterschaften 2006 in Budapest gewann sie Gold mit der 4 × 100-m-Freistilstaffel in neuer Weltrekordzeit von 3:35,22 Minuten.